# Substància
Una substància és una teoria ontològica que postula que els objectes estan constituïts cadascun per una substància i propietats suportades per la substància però diferents d'aquesta. En aquest paper, una substància es pot denominar un substrat o una cosa en si mateixa. Les substàncies són particulars que són ontològicament independents: poden existir per si soles. Una altra característica definitòria que sovint s'atribueix a les substàncies és la seva capacitat de patir canvis. Els canvis impliquen alguna cosa existent abans, durant i després del canvi. Es poden descriure en termes d'una substància persistent que guanya o perd propietats. Els atributs o propietats, en canvi, són entitats que es poden exemplificar per substàncies. Les propietats caracteritzen els seus portadors, expressen com és el seu portador.
Es denomina substància pura (denominada així per a distingir-la d'una mescla) a tot aquell sistema homogeni que posseeixi un sol component. Les substàncies pures poden ser simples o compostes:
- Una substància simple és aquella substància pura que està formada per àtoms d'un únic  element en els seus possibles estats al·lotròpics.
- Una substància composta és aquella substància pura en la composició de la qual trobem diverses classes d'àtoms en una proporció constant.

Les substàncies pures estan formades per un sol tipus de matèria.